# 硬石岭水库
硬石岭水库位于江西省贵溪市鸿塘镇，东南距贵溪市区33千米，南距鹰潭市区20千米。又称为白鹤湖，是水利部评定的国家水利风景区。水库建于1956年，1971年大坝加高3米。水面面积11.87万亩，库容总量5300万立方米，最高水位50.5米。